# John Charles Layfield
John "Bradshaw" Layfield eller JBL (født John Charles Layfield den 29. november 1966 i Sweetwater, Texas, USA) arbejder pt. som wrestler for World Wrestling Entertainment under deres Raw! brand. Han er 198 cm høj og vejer ca. 132 kg.
JBL's gimmick i ringen, er meget baseret på hans bedrifter udenfor ringen som en succesfuld børsmægler. Layfield er en regulær panel deltager på Fox News Channels "The Cost of Freedom" shows og har tidligere været på CNBC. Han har også skrevet en bestseller bog om finansiel planlægning. Bogen hedder "Have More Money Now". Selvom Layfield fortsat optræder for WWE, er han også vært for et nationalt weekend talk-radioprogram hvor han diskuterer politik. Layfield er også ansat hos Northeast Securities som konsulent.
Han debuterede i WWF i 1995 under navnet Justin "Hawk" Bradshaw. Hans gimmick var en cowboy. Her mødte han bl.a. Faarooq som han dannede tag teamet APA med i 1997. Sammen vandt Faarooq og Bradshaw WWE Tag Team titlerne mange gange, indtil de tidligt i 2002 gik hver deres vej pga. WWE draften.
JBL vandt i 2004 WWE Championship titlen fra Eddie Guerrero og det blev starten på den længste periode i et årti, en wrestler har holdt mesterskabet. Han holdt titlen i 9 måneder indtil han tabte den til John Cena ved WrestleMania 21. 
JBL har i sin karriere blandt andet haft følgende titler:
WWE Championship, 
United States Championship, 
ECW Hardcore Championship, 
WWE Tag Team Championship.
Han trak sig tilbage som aktiv wrestler den 16. juni 2006 og blev ansat som kommentator. Han kom to år efter ind og blev wrestler igen på Raw, hvor han stadig wrestler den dag i dag.